# جاشوآ هارولد برن
جاشوآ هارولد برن (انگلیسی: Joshua Harold Burn؛ ۶ مارس ۱۸۹۲ – ۱۳ ژوئیهٔ ۱۹۸۱) یک دانشمند در زمینه داروشناسی اهل بریتانیا بود.